# Rebršak
Reberšak je priimek več znanih Slovencev:
- Jernej Reberšak (*1977), smučar